# Апсолутних сто
Апсолутних сто је српски филм направљен 2001. године у режији Срдана Голубовића. Сценаристи филма су Срдан Голубовић, Биљана Максић и Ђорђе Милосављевић. Главне улоге тумаче Вук Костић, Срђан Тодоровић, Богдан Диклић, Паулина Манов, Борис Исаковић, Драган Петровић, Милорад Мандић, Саша Али, Славко Лабовић, Владан Дујовић и Андреј Срећковић.

## Радња
Србија, Београд, 90-е. Почетак ратних догађања у Хрватској узроковао је у Србији процват криминала, у којем се ратни профитери најбоље сналазе.
Главни јунак Саша Гордић (Вук Костић) је талентовани стрелац који је кренуо стопама старијег брата Игора Гордића (Срђан Тодоровић), јуниорског првака Европе у стрељаштву 1991. Међутим, Игор је добровољно отишао у рат, из ког се вратио као зависник од дроге. Како би имао новца да врати дуг локалном дилеру, Игор је принуђен да распродаје имовину коју су им оставили родитељи, што се Саши нимало не свиђа. Зато он одлучује да се освети свима који су уништили живот његовом брату.
Саша се одлучује на потез очајника - замењује ваздушну пушку снајпером желећи прекинути са свакодневним понижавањима.

## Улоге
| Глумац           | Улога       |
| ---------------- | ----------- |
| Вук Костић       | Саша Гордић |
| Срђан Тодоровић  | Игор Гордић |
| Паулина Манов    | Сања        |
| Богдан Диклић    | тренер Раша |
| Саша Али         | Цвика       |
| Милорад Мандић   | Рунда       |
| Драган Петровић  | Нешке       |
| Борис Исаковић   | Бeли        |
| Славко Лабовић   | Тип 1       |
| Андреј Срећковић | Тип 2       |
| Владан Дујовић   | Црни        |

## Награде
- Филм је освојио прву награду и награду жирија и критике на 26. Фестивалу филмског сценарија у Врњачкој Бањи.[4]